# Berit Jóhannesson
Berit Monica Jóhannesson, född Olsson 22 maj 1946 i Backa församling i Göteborgs och Bohus län, är en svensk politiker (vänsterpartist). Hon var ordinarie riksdagsledamot 1998–2006, invald för Göteborgs kommuns valkrets. Innan dess var hon kommunalråd i Göteborgs stad 1979-1998.
I riksdagen var hon ledamot i försvarsutskottet 1998–2006, krigsdelegationen 1998–2006 och riksdagens valberedning 2003–2006. Hon var även suppleant i riksdagsstyrelsen, utrikesutskottet, sammansatta utrikes- och försvarsutskottet och Nordiska rådets svenska delegation.